# Jaime Chipi
Jaime Muñoz (Madrid, 14 de junio de 1999), más conocido como Chipi es un jugador profesional de pádel español que ocupa la 46.ª posición del ranking FIP.
Juega en la posición del drive y su pareja deportiva actual es Miguel Lamperti, actual nº32 del ranking World Padel Tour.

## Carrera deportiva

### Inicios
El madrileño Chipi comenzó a jugar al pádel y al tenis desde pequeño y con tan solo 8 años empezó a competir en la Liga de Menores de Pádel Español. 
En su etapa de menores Chipi logró ser Campeón de España junto a su pareja deportiva en ese momento que era Javier Garrido de menores en varias ocasiones, y también fue Subcampeón de España junto a Javier Garrido también.
Tras los buenos resultados que estaba obteniendo durante las competiciones de menores, decidió con tan solo 16 años dar el salto al pádel profesional, empezando a competir en pre-previas y previas de World Padel Tour, la que era en su momento la competición de máximo nivel del mundo.

### Profesional
El 2022 fue uno de los grandes años a nivel deportivo de 'Chipi', arrancó junto a Ignacio Vilariño, esta pareja lograron sumar grandes resultados como en el Major de Qatar, en el que derrotó a  uno de los mejores jugadores de la historia del pádel, ‘Sanyo’ Gutiérrez y su sobrino, Agustín Gutiérrez, por 6-4 y 7-6 (4).
En 2023, decidió continuar con el proyecto que tenía junto a Ignacio Vilariño, pero debido a la falta de resultados y la llamada de un jugador con mayor ranking hizo que este proyecto se acabara. Esta etapa duró aproximadamente un año y finalizó en el WPT de Vigo de 2023.
Tras esta ruptura, Chipi formó pareja con el carismático y experimentado Miguel Lamperti, debutando en el WPT Danish Padel Open 2023 frente a Marc Quilez y Tino Libaak, este segundo fue el excompañero del argentino Lamperti. Juntos no lograron cumplir con los objetivos que se marcaron por lo que decidieron volver a separarse.
A día de hoy, el madrileño Jaime Muñoz afronta un nuevo proyecto junto al joven Iván Ramírez, actual nº 39 del ranking World Padel Tour. Este nuevo proyecto encaró su debut en el Campeonato de España, lograron llegar a las semifinales de este torneo. Lo que significa que estuvieron dentro de las 4 mejores parejas de España.